# Amber Lancaster
Pour les articles homonymes, voir Lancaster.
Amber Leigh Lancaster, née le 19 septembre 1980 à Tacoma, dans l'État de Washington, est une actrice américaine, aussi mannequin.

## Biographie
Amber Lancaster est surtout connue pour son rôle de Jenny Swanson dans la série télévisée Hard Times (The Hard Times for RJ Berger).

## Filmographie

### Cinéma
- 2007 : Redline : Angela (belle fille)

### Télévision
| Année     | Titre                                     | Rôle           | Notes                |
| --------- | ----------------------------------------- | -------------- | -------------------- |
| 2008      | Mon meilleur ennemi                       | Espionne       | Episode "Breakdown"  |
| 2009      | Entourage                                 | Tara           | Saison 6, épisode 11 |
| 2010      | Community                                 | Christine      | Saison 2 Episode 3   |
| 2010-2011 | Hard Times (The Hard Times for RJ Berger) | Jenny Swanson  | Rôle récurrent       |
| 2011      | Les Experts : Miami                       | Jamie Mitchell | Saison 10 Episode 5  |